# Medynia Łańcucka
Medynia Łańcucka est une localité polonaise de la gmina de Czarna, située dans le powiat de Łańcut en voïvodie des Basses-Carpates.